# Gârbovățu de Sus
Gârbovățu de Sus – wieś w Rumunii, w okręgu Mehedinți, w gminie Căzănești. W 2011 roku liczyła 299 mieszkańców.